# Michiana Shores
Michiana Shores – miasto w Stanach Zjednoczonych, w stanie Indiana, w hrabstwie LaPorte.